# 2004 في المغرب
فيما يلي قوائم الأحداث التي وقعت خلال عام 2004 في المغرب.

## الحكم
- الملك: محمد السادس
- رئيس الحكومة: إدريس جطو
- وزير الداخلية: مصطفى ساهل

## أحداث
- 7 يناير – تأسست هيئة الإنصاف والمصالحة.
- 24 فبراير – زلزال الحسيمة 2004 زلزال عنيفة هز مدينة الحسيمة (شمال المغرب) بلغت قوتها 6,5 درجات على مقياس ريختر، خلفت ما يزيد عن 1094 قتيل و9261 بجروح بليغة.
- المغرب أصبح منذ 2 مارس 2004 البلد العربي المسلم الثاني الذي وقع اتفاق التبادل الحر مع الولايات المتحدة الأمريكية بعد الأردن.
- 22 أبريل – إحداث الهيئة العلمية المكلفة بالإفتاء.
- 1 سبتمبر – الإحصاء العام للسكان والسكنى لسنة 2004
- 10 أكتوبر – إقرار مدونة الأسرة التي وضعها برلمان المغرب سنة 2004
- 16 أكتوبر – خلق إذاعة محمد السادس للقرآن الكريم.
- تأسست مدينة تامنصورت.

## سياسة

### تعيين في المنصب
- 22 نوفمبر – رشاد بوهلال سفير المغرب لدى ألمانيا.

## الرياضة
- سنة 2004 شارك المغرب في نهائي كأس الأمم الأفريقية 2004 وحقق نتائج طيبة. حصل على المرتبة الثانية وراء تونس الفائزة بالكأس.
- فاز نادي الرجاء البيضاوي بـ الدوري المغربي لكرة القدم 2003–04.

## كتب
- كتاب: «كفاح المغاربة في سبيل الاستقرار والديموقراطية 1953 – 1973» / المؤلف: عبد الله رشد 2004.
- كتاب: «الأدب الشعبي بالمغرب» المؤلف:إدريس كرم.
- كتاب: « المنشورات المغربية منذ ظهور الطباعة إلى سنة 1956» من تأليف: لطيفة الكندوز.
- دليل العنفوان ( رواية )، تأليف: عبد القادر الشاوي.

## أفلام
من الأفلام التي صدرت هذه السنة في المغرب:
- 1 يناير – الخبز الحافي من إخراج رشيد بن حاج.
- 1 يناير – الرحلة الكبرى من إخراج إسماعيل فروخي.
- 1 يناير – تينجا من إخراج حسن لكزولي.
- 1 يناير – ذاكرة معتقلة من إخراج جيلالي فرحاتي.
- أصدقاء من كندا (فيلم) - من إخراج محمد كغاط.
- حتى إشعار آخر (فيلم) - من إخراج محمد اقصايب.

## وفيات

### مارس
- 1 مارس – أحمد الصفريوي (مواليد 1915) كاتب مغربي.
- 31 مارس – حاييم الزعفراني (مواليد 1922) مؤرخ يهودي مغربي.

### أبريل
- 2 أبريل – الشعيبية طلال (مواليد 1929) رسامة مغربية.
- 2 أبريل – عثمان السليماني (مواليد 1941)

### أغسطس
- 15 أغسطس – مهدي بن بوشتة (مواليد 1936)

### سبتمبر
- 10 سبتمبر – علي صدقي أزايكو (مواليد 1942)

### ديسمبر
- 4 ديسمبر – هشام زروالي (مواليد 1977) لاعب كرة قدم مغربي.